# 12150 Де Ройтер
12150 Де Ройтер (12150 De Ruyter) — астероїд головного поясу, відкритий 25 березня 1971 року.
Тіссеранів параметр щодо Юпітера — 3,228.